# Carrissoa
Carrissoa  (лат.) — монотипный род двудольных растений семейства Бобовые (Fabaceae), включающий вид Carrissoa angolensis. Выделен британским ботаником Эдмундом Гилбертом Бейкером в 1933 году.
Некоторые исследователи относят вид Carrissoa angolensis к роду Rhynchosia.
Род назван в честь португальского ботаника и исследователя флоры Анголы Луиса Виттниха Карриссо (1886—1937).
В отдельных источниках предлагается название таксона с ошибкой — Carissoa.

## Распространение, описание
Единственный вид является эндемиком Анголы. Произрастает на засушливых участках и вдоль водотоков.
Травянистые кустарники либо полукустарники.